# Moteur Development International
Moteur Development International (MDI) es un grupo industrial cuya sede social está en Luxemburgo. El principal producto creado por este grupo es el motor propulsado con aire comprimido, que se utiliza en el prototipo Air Car.

## Motor propulsado con aire comprimido
La principal aplicación para esta clase de motor va dirigida a los automóviles. El inventor de este mecanismo es el francés Guy Nègre, quien ha trabajado desde finales de los años 1980 en dicho proyecto.
El aire comprimido puede ser producido a partir de cualquier fuente de energía renovable no contaminante, como colectores solares, eólicos o hidráulicos en los casos más idóneos; en su defecto, los métodos tradicionales. La ventaja será siempre que habrá un vehículo circulando que en lugar de cargar los pulmones de transeúntes, ciclistas y otros conductores con el resultado de la combustión de hidrocarburos, el vehículo MDI devuelve a la atmósfera aire limpio, previamente filtrado y comprimido en otro lugar. Tiene especial interés este hecho de no emitir gases contaminantes en lugares poblados altamente castigados por los gases de la combustión de derivados de petróleo u otros hidrocarburos.